# Liceul de Artă „Regina Maria” din Constanța
Liceul de Artă „Regina Maria” Constanța, cunoscut începând cu anul 2006 și sub titlul onorific de Colegiul Național de Arte „Regina Maria” Constanța, este o unitate de învățământ preuniversitar din Constanța.